# Кардона (замок)
Замок Кардона, также Кардонский замок — одна из главных крепостей Каталонии, расположенная на почти 600-метровом холме к северу от Барселоны (современный муниципалитет Кардона, к северо-востоку).
Замок заложил в 886 году маркграф Вифред Волосатый. В Средние века виконты де Кардона принадлежали к высшей аристократии королевства Арагон и были связаны брачными союзами с правящей династией. Церковь Сан-Висенте, расположенная внутри замкового корпуса, была построена в 1040 году, где покоятся останки герцогов Кардоны. Замок постоянно расширялся, пока не превратился в самый крупный в Каталонии.
В XVII веке Кардона стала одним из очагов каталонского сепаратизма. За удачные действия против испанцев во время восстания сегадоров французский военачальник Филипп де Ламот-Уданкур был удостоен титула герцога Кардонского. В 1693 году на территории замка построены новые бастионы и вторая линия крепостных стен.
Во время Войны за испанское наследство после осады замок был взят 18 сентября 1714 года и разрушен французами. Тем не менее значительная его часть сохранилась, включая 15-метровый донжон XI века. Орсон Уэллс снимал в Кардонском замке фильм «Фальстаф».
С 1949 года Кардонский замок охраняется государством. В 1976 году были начаты масштабные реставрационные работы, завершение которых намечено на 2014 год. На территории замка функционирует гостиница-парадор на 106 номеров.